# St. Colman's Park
Het St. Colman's Park is een multifunctioneel stadion in Cobh, een plaats in Ierland. 
Het stadion wordt vooral gebruikt voor voetbalwedstrijden, de voetbalclub Cobh Ramblers FC maakt gebruik van dit stadion. Het stadion werd ook gebruikt voor het Europees kampioenschap voetbal onder 16 van 1994, er werd een groepswedstrijd gespeeld. In het stadion is plaats voor 5.000 toeschouwers. Het stadion werd geopend in 1968.
Dalymount Park (Bohemian FC) ·
Finn Park (Finn Harps FC) ·
Oriel Park (Dundalk FC) ·
Richmond Park (St. Patrick's Athletic FC) ·
Ryan McBride Brandywell Stadium (Derry City FC) ·
Showgrounds (Sligo Rovers FC) ·
Tallaght Stadium (Shamrock Rovers FC) ·
Tolka Park (Shelbourne FC) ·
Turners Cross (Cork City FC) ·
Waterford Regional Sports Centre (Waterford FC)
Athlone Town Stadium (Athlone Town FC) ·
Bishopsgate (Longford Town FC) ·
Carlisle Grounds (Bray Wanderers AFC) ·
Eamonn Deacy Park (Galway United FC) ·
Ferrycarrig Park (Wexford FC) ·
St. Colman's Park (Cobh Ramblers FC) ·
Stradbrook Road (Cabinteely FC) ·
Tallaght Stadium (Shamrock Rovers FC II) ·
UCD Bowl (University College Dublin AFC) ·
Head in the Game Park (Drogheda United FC) ·